# نهر (بستان‌آباد)
نهر یکی از روستاهای استان آذربایجان شرقی است که در دهستان مهران‌رود جنوبی بخش مرکزی شهرستان بستان‌آباد واقع شده‌است.این روستا ۱۵۹ نفر جمعیت دارد.